# Ragazzo morso da un ramarro
(Giovanni Baglione, 1617)
Ragazzo morso da un ramarro è un dipinto realizzato dal pittore italiano Michelangelo Merisi da Caravaggio e di cui esistono due versioni simili.

## Storia
La prima versione, realizzata su tela tra il 1595 ed il 1596 e conservata presso la Fondazione Longhi a Firenze, è senza dubbio opera autografa di Caravaggio.

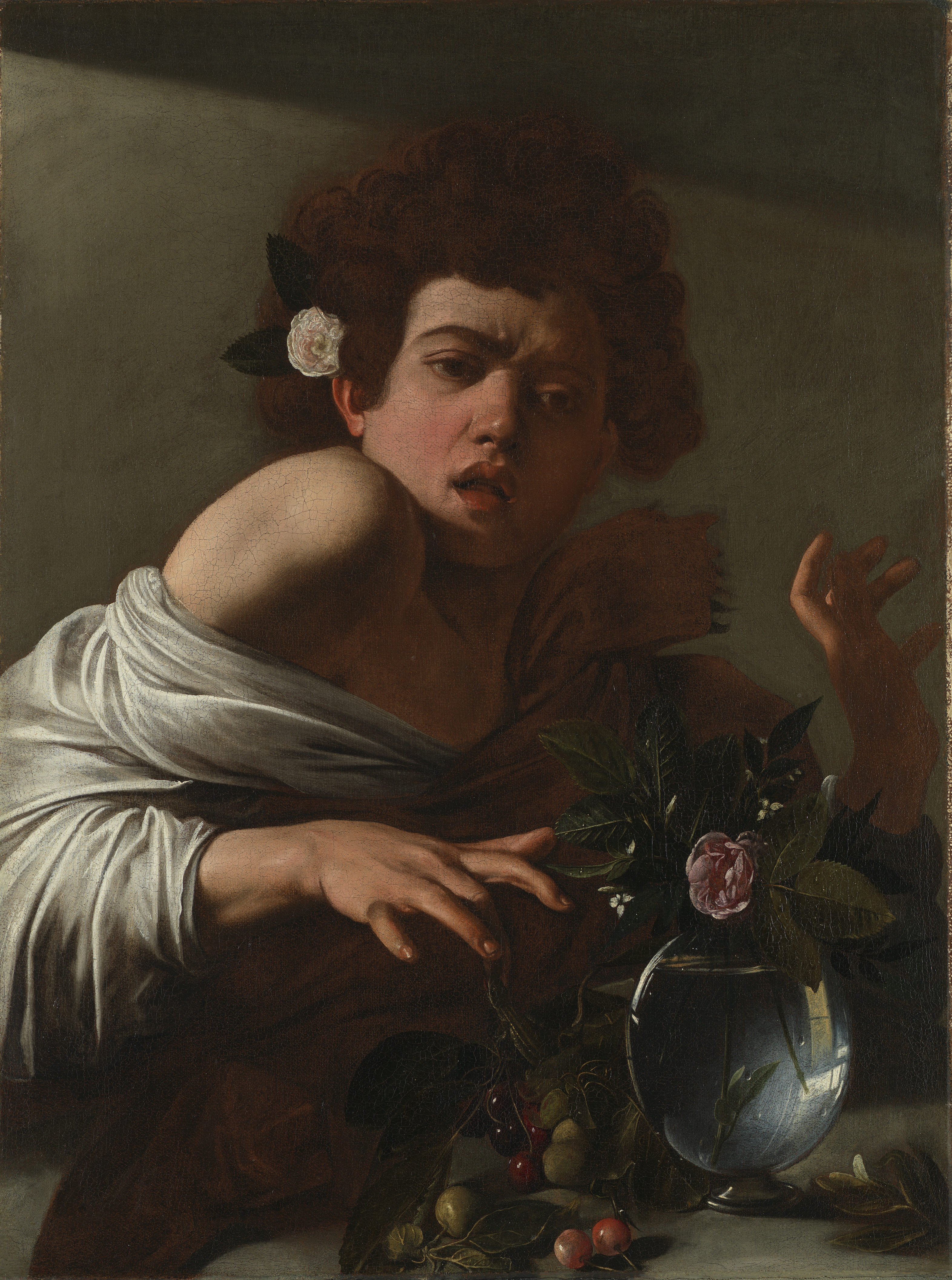
Caravaggio, Ragazzo morso da un ramarro, 1596 circa, olio su tela, 66 x 49.5 cm. Londra, National Gallery.

La seconda, realizzata su tela tra il 1595 e il 1600 (e comunque successiva alla precedente) è conservata presso la National Gallery di Londra. Quest'ultima opera è stata acquisita dal Museo attraverso il contributo della Fondazione J. Paul Getty Jr. nel 1986.
Non è ancora chiaro quando e presso chi il dipinto venne realizzato. Giulio Mancini afferma che l'opera venne realizzata quando il pittore abitava in casa di monsignor Pandolfo Pucci, mentre Giovanni Baglione precisa che fu dipinta quando Merisi lasciò la bottega di Cavalier D'Arpino, nel tentativo di “mettersi in proprio”. L'opera sarebbe dunque riconducibile al periodo precedente l'ingresso di Caravaggio in quel vasto entourage del cardinale Francesco Maria del Monte, e dunque sarebbe databile attorno al 1598, quando è documentata l'iscrizione di Caravaggio al "rolo" del cardinale. Più evidente, invece, l'interesse che in questo periodo il pittore nutre per la rappresentazione dei moti dell'animo  - i cosiddetti "affetti"-  che gli veniva direttamente dallo studio (probabilmente già iniziato in Lombardia) dell'opera di Leonardo da Vinci, dei suoi schizzi e del suo Trattato di Pittura, in cui si descrivono “vari accidenti e movimenti dell'uomo e proporzioni di membra". In questo senso, avevano larga importanza gli studi di fisiognomica, il cui fine precipuo era quello di studiare i caratteri psicologici e morali di una persona analizzandone l'aspetto fisico e, in particolare, i lineamenti. Tuttavia, a orientare gli artisti nella rappresentazione degli "affetti" sono soprattutto i fogli di caricature e di raffigurazioni del grottesco: un genere praticato non solo da Leonardo, ma anche da Michelangelo e più tardi dai Carracci. Le caricature avevano il compito non solo di alterare in forma comica i connotati della persona, ma anche di mostrare emozioni e sensazioni. In quest'opera, Caravaggio mostra, come in un "fotogramma", la raffigurazione di una reazione all'orrore che un giovane prova di fronte al morso di un ramarro sbucato dai fiori e frutti.

## Descrizione
Quest'opera raffigura un ragazzo morso da un ramarro che sbuca dai fiori e dai frutti in cui era nascosto. Il riferimento sembra essere proprio al piacere e alle pene d'amore, come la scelta del modello effeminato, con una rosa tra i capelli e la spalla destra scoperta sembrerebbero suggerire. Le ciliegie appaiate sarebbero, infatti, un simbolo sessuale, così come il gelsomino bianco alluderebbe al desiderio, mentre la rosa fra i capelli del giovane effeminato sarebbe un riferimento all'amore. Il dipinto risentirebbe, dunque, del clima culturale ed edonistico che si respirava a Palazzo Madama alla corte del cardinale Francesco Maria del Monte, che amava festini con ragazzi effeminati, vestiti all'antica, che si esibivano in rappresentazioni teatrali e musicali. Anche il ramarro e la morsicatura sono stati oggetto di molteplici letture allegoriche, talvolta piuttosto ardite e scientificamente poco motivate. Tra queste, quella del romanziere e saggista divulgativo australiano Peter Robb, secondo cui il ramarro sarebbe allegoria del pene, e quella del divulgatore storico-artistico Andrew Graham Dixon, secondo cui il dito della mano sarebbe simbolo del fallo leso, o meglio, della castrazione, procurata dalla bocca sdentata del ramarro, trasformata stavolta in una sorta di vagina dentata, che punisce l'eccesso di libidine.

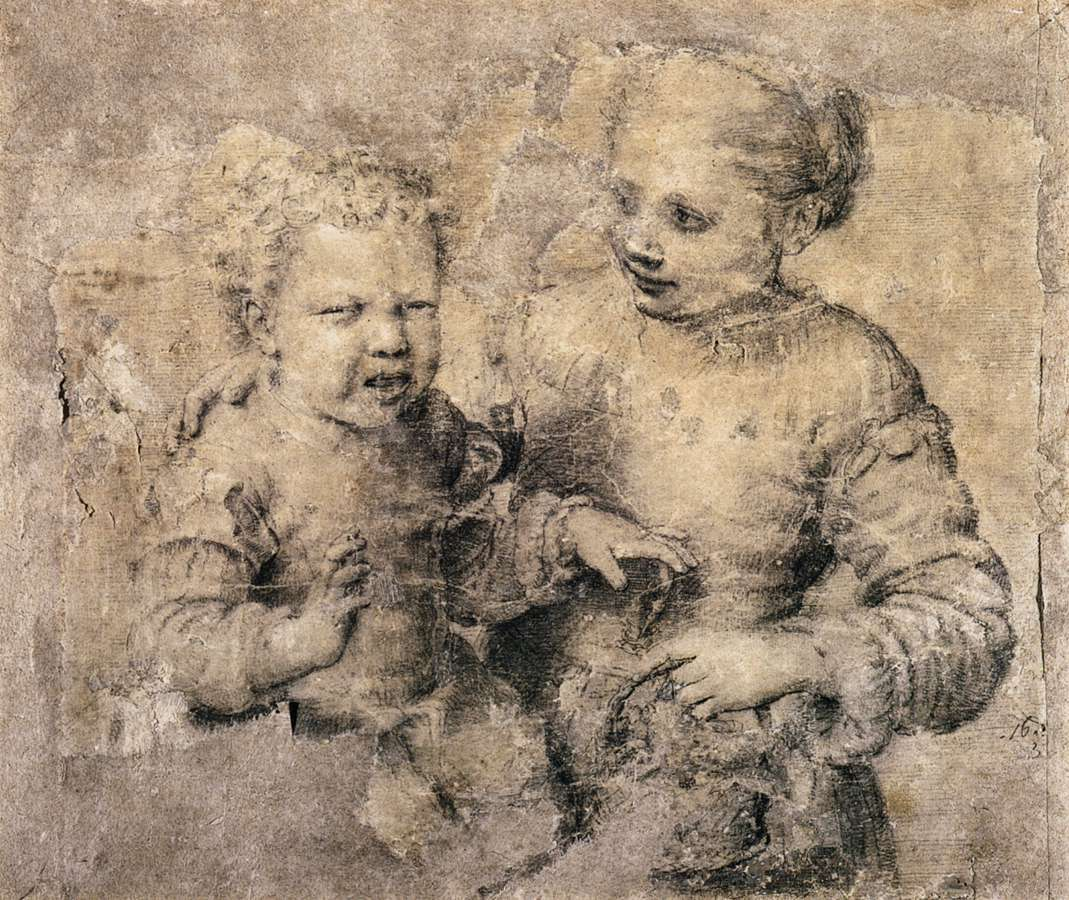
Sofonisba Anguissola, Fanciullo morso da un gambero, 1554 circa, carboncino su carta, cm 33 x 38. Napoli, Museo nazionale di Capodimonte.

Tre le fonti d'ispirazione più accreditate vi è anche lo schizzo Fanciullo morso da un gambero o Asdrubale morso da un gambero, eseguito da Sofonisba Anguissola e datato 1554, spedito a Michelangelo Buonarroti dal padre della pittrice in una delle lettere che i due artisti si scambiavano. Tra le tante ipotesi volte a chiarire come Caravaggio conoscesse questo disegno, la più plausibile è quella avanzata da Rossella Vodret Adamo, secondo cui Caravaggio potrebbe aver visto una copia del disegno in questione nella bottega del Cavalier d'Arpino. È ormai fuor di dubbio che, nonostante quanto riferito dalle fonti, Caravaggio tenesse in considerazione notevole la lezione dei grandi maestri del Cinquecento e dell'antichità. Secondo il succitato romanziere Peter Robb, per questo dipinto, Caravaggio si sarebbe ispirato all’Apollo sauroctono, copia romana di una scultura greca in cui Apollo è raffigurato come un giovane efebico, languido, dalle carni molli e acerbe che, secondo Robb, potrebbe avere alcuni collegamenti con il soggetto effigiato Caravaggio. Tuttavia, al di là degli aspetti fisici di Apollo, la scultura non presenta alcuna analogia con il dipinto di Caravaggio, né nella posa del personaggio, né nelle espressioni, né nel soggetto, poiché il giovane che, nella tela di Merisi, viene morso da un ramarro, non è intento ad uccidere la bestiola.
Nel dipinto sono particolarmente curati gli effetti luministici: la luce che penetra da una finestra si riflette nel vaso e attraversa l'acqua e la boccia di cristallo. Con ogni probabilità, Caravaggio era a conoscenza degli studi di Giovanni Paolo Lomazzo, ed in particolare del suo Trattato dell'arte della pittura, nel quale vi è un fondamentale capitolo intitolato "De gli effetti che partorisce lo lume nei corpi acquei". In questo capitolo, Lomazzo esamina le diverse qualità della luce riflessa nei liquidi (come nel caso della brocca nel dipinto in questione). Significativamente, il cardinal Del Monte condivideva con Caravaggio la passione per le lenti, i vetri, gli specchi e, più in generale, per l'ottica, di cui il fratello scienziato Guidubaldo Del Monte era uno studioso.
Nel dipinto, la luce entra in campo come un lampo nel buio ed è una luce ortogonale, che non viene dall'alto, ma da una sorgente al di fuori della scena dipinta; essa colpisce la brocca d'acqua in linea retta e senza produrre deflessione, come del resto è possibile notare osservando gli steli recisi dei fiori che sono, appunto, ritti.
Per ciò che riguarda la tecnica pittorica, le indagini diagnostiche sul dipinto presso la Fondazione Longhi hanno evidenziato una stesura preparatoria bruno-verdastra che è lasciata a vista lungo i contorni della spalla sporgente, intorno ai capelli neri e sul fondo in più punti; mentre sul volto si trovano le lunghe e ripetute volute del pennello alla ricerca dell'amalgama giusta per l'incarnato, secondo un sistema già sperimentato, forse all'epoca dell'apprendistato con il Peterzano. Bellissimo è l'andamento verticale delle rughe della fronte che, assieme alla tensione nervosa della mano, alla lacrima che si intravede all'angolo dell'occhio destro, alla sottile lamina umida della lingua, suggeriscono visivamente una reazione psicologica che unisce, allo stesso tempo, l'orrore, il dolore, e la sorpresa.

## Iconografia e iconologia
Volendo approfondire gli argomenti interpretativi occorre fare alcune osservazioni aggiuntive rispetto a quanto già detto. "Fece anche un fanciullo che da una lucerta, la quale usciva da fiori e da frutti, era morso; e parea quella testa veramente stridere, ed il tutto con diligenza lavorato". Così Giovanni Baglione (1642), nella biografia dell'artista descrive l'opera, precisando, poco sopra che dopo aver lasciato il D'Arpino" provò a stare da se stesso"; il dipinto, secondo Baglione, venne realizzato in questo periodo (intorno al 1597 o all'inizio del 1598). L'opera venne venduta, secondo Giulio Mancini per 25 Giulii, ma non si sa chi fosse stato l'acquirente. Il dipinto dovrebbe essere quello della Fondazione Longhi piuttosto che quello di Londra, ma è difficile parteggiare per l'una o l'altra opera: in ogni caso il dipinto è noto in 4 versioni di cui 2 copie; ma anche qui è difficile distinguerle dall'originale. La versione Longhi è più dura, si nota una tensione maggiore nella mano che viene morsa e una più evidente smorfia di dolore nel volto. Sembra dunque essere quella più rispondente alla descrizione di Baglione che tiene a sottolineare proprio questa dolorosa repulsione. Presso l'archivio Altemps, investigato da Luigi Spezzaferro è interessante una nota concernente proprio il quadro in questione. " Il retrato di Caravaggio dove gli morsica una lucerta, di p [ piedi ] 3, 1/2, con cornice nero rabescato d'oro" . Si tratta del dipinto dell'inventario Altemps del 1620, n. 122. Per l'influente famiglia lavorava il "Turcimanno" di Caravaggio Prospero Orsi, che faceva da tramite fra il pittore, i venditori e gli acquirenti. A questa data, dunque, si sapeva che si trattava del ritratto del pittore e che a mordere il suo dito era stata una lucertola. Il pittore è abbigliato teatralmente ( si veda la vistosa parrucca con il fiore infilato, le labbra ripassate, le guance rosate, la camicia bianca che scopre sensualmente la spalla ), è come uno dei giovani travestiti, anche da donna, della corte Del Monte, il suo compito è quello di mostrare come la " follia" d'amore venga aggredita, o meglio, iniettata dal male ( l'animale morde il dito uscendo dal vaso senza che il giovane potesse accorgersene: è come una recita di questo fatto. Nel dialogo di Aristofane fra Strepsiade e un discepolo di Socrate, il serpentello o ramarro interrompe le osservazioni astronomiche di Socrate defecandogli in bocca. Si tratta di un contesto comico, di una scenetta, che evidenzia, anche, come vi poteva essere un riferimento non solo letterario, bensì, anche teatrale con protagonista il ramarro. Naturalmente ciò è estraneo alla figurazione del Caravaggio come è estraneo anche il riferimento letterario ( la favola di Esopo De Puero et scorpio ), però dimostra come questa storiella del ramarro disturbatore era comune a vari aspetti letterari, drammaturgici ed artistici e come potesse essere resa in modo tanto drammatico quanto parodistico e comico. Caravaggio fissa il momento di una scenetta di genere trasformando il morbido efebico e imperturbabile Apollo sauroctono di Prassitele, che come precisa Di Vito, si libera del simbolo infestante della natura fertile che deprivata dal male può risorgere, in un giovane che diviene vittima di quello stesso simbolo: il serpentello si ribella e morde il suo persecutore. Un altro filone di ricerca è legato alle supposte cognizioni di magia naturale del pittore, alle sue condizioni di malinconico ed epilettico, allo studio della fitopatologia vegetale, di questi si è interessato il Di Vito e se ne stanno interessando studiosi americani.